# Książeczka oszczędnościowa

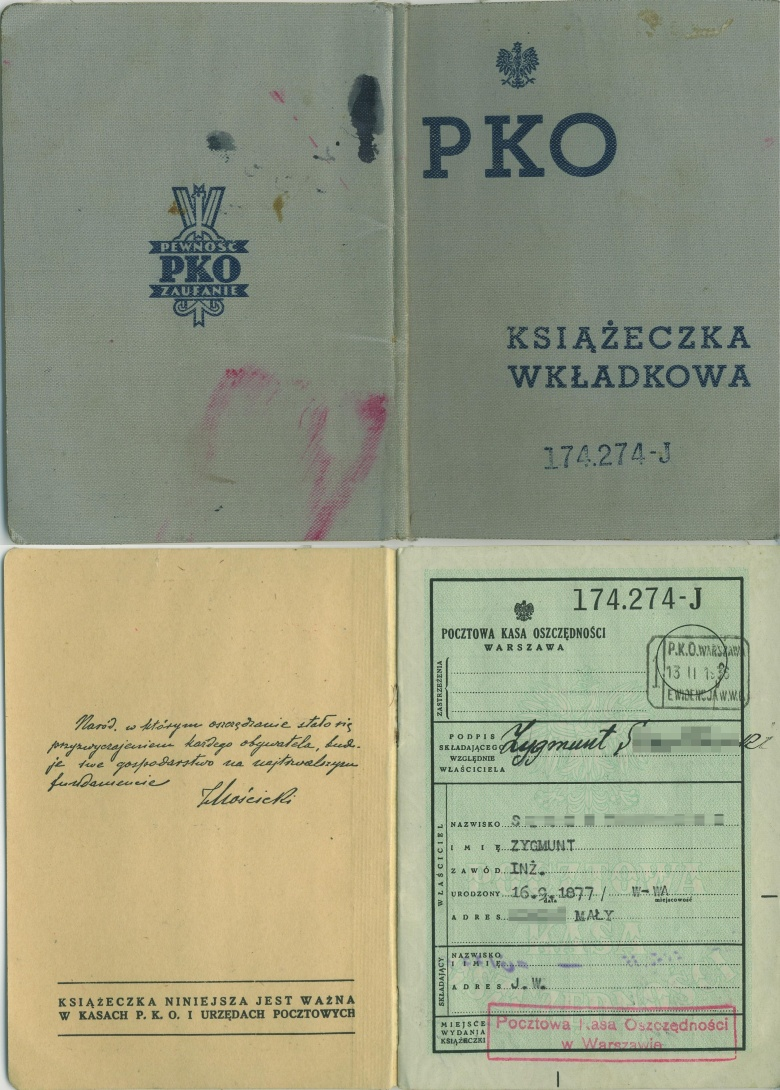
Okładka i strona z danymi posiadacza książeczki z 1936...

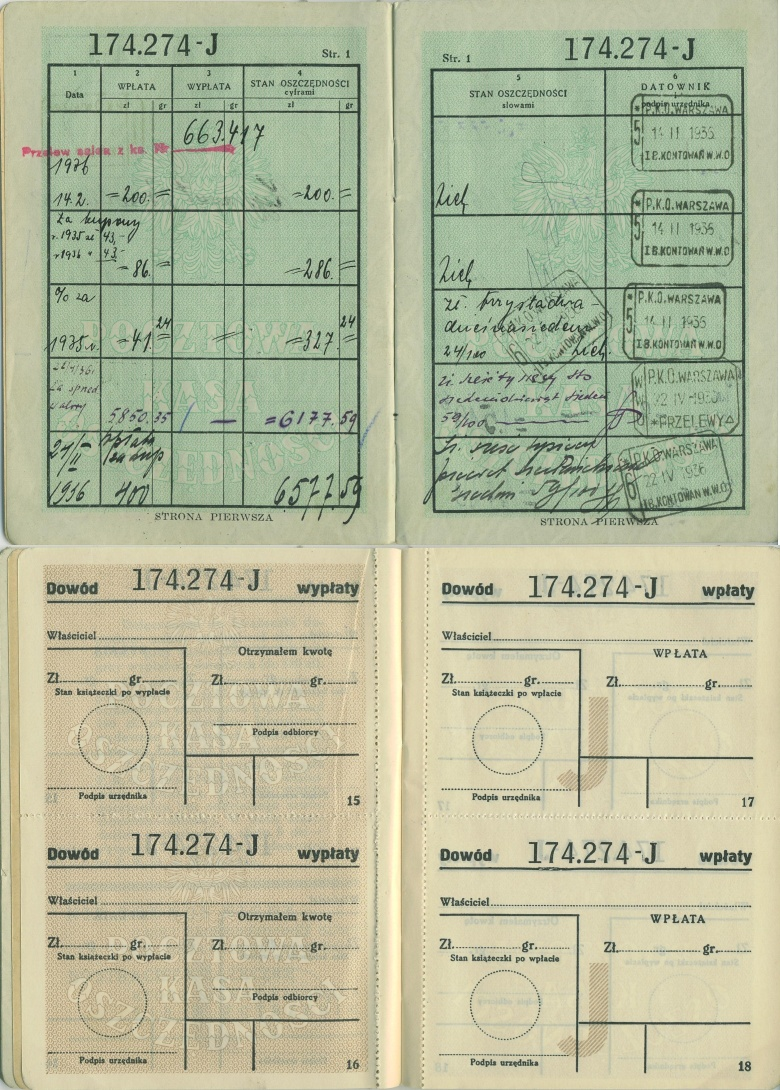
...i wpisy wpłat oraz kupony w tej książeczce

Książeczka oszczędnościowa – rodzaj dokumentu rejestrującego i potwierdzającego zgromadzone na rachunku bankowym środki pieniężne. Wydawane były posiadaczom indywidualnych rachunków oszczędnościowych i najczęściej miały formę małych książeczek (stąd nazwa). Na stronach książeczki – oprócz danych personalnych posiadacza – urzędnik przyjmujący wpłaty bądź wypłacający pieniądze z rachunku odnotowywał każdą tego typu operację.
W czasach, kiedy dostęp on-line do salda rachunku bankowego był niemożliwy z braku odpowiedniej infrastruktury technicznej, a księgowanie wpłat i wypłat odbywało się ręcznie, książeczki oszczędnościowe były stosunkowo wygodnym dokumentem ułatwiającym dostęp do posiadanych pieniędzy.
Rachunki tego rodzaju prowadzone były przez wyspecjalizowane organizacje bankowe, zwane kasami oszczędnościowymi.

## Książeczki oszczędnościowe w Polsce

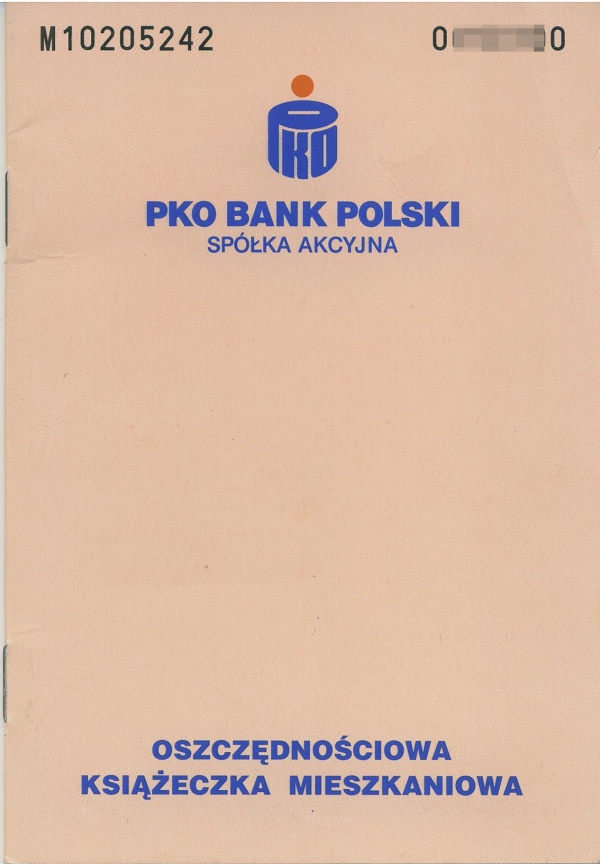
Mieszkaniowa z 2006 r.

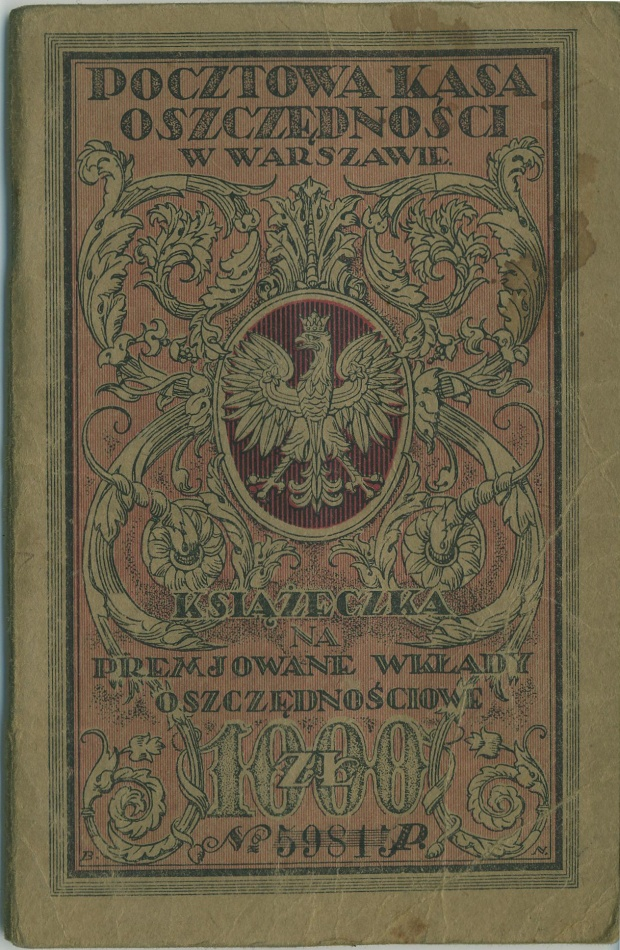
Książeczka „premiowa” z 1924 r.

Przed II wojną światową działała w Polsce „Pocztowa Kasa Oszczędności” (PKO), a jej książeczki, w których rejestrowano wkłady oszczędnościowe nazywane były – do około roku 1936 „książeczkami wkładkowymi”, a od 1937 – „książeczkami oszczędnościowymi”.
W Polsce po wojnie najpowszechniej korzystano z książeczek wydawanych przez „Powszechną Kasę Oszczędności” (pomimo zmiany nazwy zachowano przedwojenny skrót PKO) – obecnie „Powszechna Kasa Oszczędności Bank Polski”, w skrócie PKO BP – zwanych krótko „książeczkami PKO”. Wpłat i wypłat z książeczek PKO można było, tak jak przed wojną, dokonywać bezpłatnie w ekspozyturach bankowych oraz na każdej poczcie w Polsce.
Oprócz „zwykłych” książeczek oszczędnościowych (tzw. obiegowych), które były w przybliżeniu odpowiednikami obecnych rachunków oszczędnościowo-rozliczeniowych, oferowane były także inne książeczki oszczędnościowe, np. tzw. książeczki systematycznego oszczędzania (dawniej nazywane książeczkami premiowych wkładów oszczędnościowych, oferujące wyższe oprocentowanie w zamian za dotrzymanie terminu lokaty) albo np. książeczki mieszkaniowe (do rachunków, na których zgromadzone środki przeznaczone być miały na zakup mieszkania) albo wreszcie – książeczki samochodowe (na zakup samochodu). Te dwie ostatnie odmiany książeczek oszczędnościowych były de facto sposobem na zmniejszenie parcia pieniądza na rynek rozregulowany tzw. socjalistyczną gospodarką, obfitującą w niedobory podaży (m.in. mieszkań i samochodów), bowiem jedynym racjonalnym sposobem wykorzystania gromadzonych w ten sposób środków było gromadzenie ich przez dłuższy czas (kilka lub kilkanaście lat) oraz wykorzystanie ich w sposób zadeklarowany na początku.
Książeczki oszczędnościowe nadal są jeszcze w Polsce w użyciu, ale jest to produkt schyłkowy. Funkcjonują przeważnie jako administrowane przez bank rachunki oszczędnościowe, a nowe książeczki nie są już wydawane. Praktycznie żaden bank komercyjny nie oferuje już tego typu produktów. Także PKO Bank Polski wycofał książeczki oszczędnościowe z oferty około 2017 roku i nowe książeczki oszczędnościowe nie są już przez ten bank wydawane. Gromadzenie wkładów przy pomocy książeczek oszczędnościowych oferują jeszcze niektóre banki spółdzielcze.
Zgodnie z obowiązującym w Polsce prawem bankowym, jeśli klient banku zdecyduje się na skorzystanie z tego rodzaju formy oszczędzania, to wydanie mu książeczki oszczędnościowej zwalnia bank z obowiązku przesyłania mu wyciągów z tego rachunku.